# Kim Mi-yeon
Kim Mi-yeon (* 20. Oktober 1979) ist eine südkoreanische Curlerin. Sie spielt auf der Position des Skip.
Kim führte die südkoreanische Nationalmannschaft 2001 zum Sieg bei der Pazifikmeisterschaft. Damit qualifizierte sich erstmals ein südkoreanisches Team für eine Curling-Weltmeisterschaft, allerdings blieb die Mannschaft in Bismarck ohne Sieg.
Kim vertrat ihre Nation danach noch fünf weitere Male bei den Pazifikmeisterschaften und gewann stets eine Medaille.
Auch bei der Weltmeisterschaft 2009 im eigenen Land skippte Kim das südkoreanische Team. Die Mannschaft zeigte sich als würdiger Gastgeber, errang drei Siege und unterlag den Spitzenmannschaften nur sehr knapp.